# ラグ (経済学)
ラグ（英語: lag）とは、経済学において、経済状況を改善するために発動する経済政策の必要性が認知されてから、実際に発動されるまでの時間的な遅れのことを指す。タイム・ラグや政策ラグとも呼ばれる。経済政策を実際に発動する時間が、本来発動すべきタイミングよりも遅れることによって、経済政策が有効性を失ってしまう。マネタリストは経済政策にラグ（遅れ）が生じることによって、ケインジアンの裁量的な経済政策はかえって景気を激化させると考え、裁量的な経済政策に反対した。

## 外部ラグと内部ラグ
経済政策の発動が必要とされる事態が政府に認知され、実際に経済政策が発動されるまでのラグを内部ラグ (Inside lag) という。経済政策が発動され、実際に効力が発生するまでのラグを外部ラグ (Outside lag) という。さらに内部ラグはショックの発生を実際に政府が認知するまでの認知ラグと、ショックを認知した政府が実際に政策を発動するまでの実行ラグに分けられる。浅子・竹田 (2000)は「政策対応の誤りを指摘される大多数のケースは、政策当局の経済理論の誤りというよりも、政策発動の必要性を看過するといった意味での認知ラグの存在が大きいであろう」と述べた。また、実行ラグに関しては、財政政策を実施する際には「財政政策の予算の審議」という大きな制約があり、これが機動性を欠く原因の一つとなる。対して、金融政策には予算の審議をする必要がなく、よって実行ラグを長くするようなものはない。ミルトン・フリードマンをはじめとしたマネタリストはケインジアン達の裁量的な経済政策を、ラグの存在を根拠として否定し、非裁量的なフリードマンのkパーセントルールという貨幣供給量を一定に保つ金融政策によって、経済を安定化できると考えた。
ロバート・ルーカスなどの合理的期待学派は、合理的期待形成のもとでは裁量的な財政・金融政策は短期的にも長期的にも無効で実体経済に影響を与えないとした。